# Swanton (Ohio)
Swanton is een plaats (village) in de Amerikaanse staat Ohio, en valt bestuurlijk gezien onder Fulton County en Lucas County.

## Demografie
Bij de volkstelling in 2000 werd het aantal inwoners vastgesteld op 3307.
In 2006 is het aantal inwoners door het United States Census Bureau geschat op 3676, een stijging van 369 (11,2%).

## Geografie
Volgens het United States Census Bureau beslaat de plaats een oppervlakte van
6,2 km², geheel bestaande uit land. Swanton ligt op ongeveer 214 m boven zeeniveau.

## Plaatsen in de nabije omgeving
De onderstaande figuur toont nabijgelegen plaatsen in een straal van 16 km rond Swanton.